# Praha-Čakovice (nádraží)
Praha-Čakovice je železniční stanice na jednokolejné neelektrizované trati z Prahy do Mladé Boleslavi a Turnova. Nádražní budova se nachází na adrese Jizerská 78/2. Stanice je zahrnuta v systému Pražské integrované dopravy. 
Zastavují zde všechny osobní vlaky (směr Mladá Boleslav, Turnov, Mělník a Praha; linky S3, S30 a S34), spěšné vlaky (směr Mladá Boleslav a Praha; linka R43) a rychlíky (směr Turnov, Tanvald a Praha; linka R21).

## Historie
Železniční stanice v Čakovicích byla zprovozněna roku 1872 spolu s tratí Turnovsko-kralupsko-pražské dráhy, staniční budova pochází z roku 1875. Stanice v minulosti nesla názvy Czakowitz, Čakovic, Čakovice, Čakowitz, Tschakowitz a opět Čakovice. Od roku 1976 nese název Praha-Čakovice.

## Popis
Nachází se zde dvě jednostranná úrovňová nástupiště, k příchodu na nástupiště slouží přechody přes koleje. Železná lávka pro pěší původně spojovala prostor stanice s podnikem Avia Letňany, v současnosti je nepřístupná. Stanice je umístěna jihovýchodně od hlavní ulice Cukrovarská, v přilehlé ulici Ke Stadionu se nachází zastávka MHD Nádraží Čakovice. Výdejna jízdenek (v provozu do 1. 9. 2021) s čekárnou jsou přístupné vchodem, který se nachází pod krytím nástupiště.

### Konfigurace kolejiště
Ve stanici je šest dopravních kolejí (1, 2, 2a, 3, 5, 7) a čtyři koleje manipulační (3a, 9, 11, 13), přičemž všechny dopravní koleje jsou průjezdné. Ve stanici je celkem 29 výhybek. Výhybky pro jízdu na dopravní koleje jsou přestavovány elektromotoricky, většina výhybek a výkolejek pro jízdu na manipulační koleje je přestavována ručně. Odjezdová návěstidla jsou umístěna u všech dopravních kolejí a platí pouze pro jednu kolej. Dopravní koleje 2 a 2a jsou odděleny cestovým návěstidlem Lc2a. Výprava vlaků s přepravou cestujících se provádí návěstí hlavního návěstidla.
Do stanice jsou zaústěny dvě traťové koleje – od Prahy-Satalic (vjezdové návěstidlo L) a od Měšic u Prahy (vjezdové návěstidlo S). Do deváté koleje je výhybkou 10 zaústěna Vlečka Avia a.s., která je pravidelně využívána dopravcem KŽC Doprava. Z této vlečky vedla úvratí Vlečka Letov, a.s., která byla zrušena k 31. 12. 2006. Do koleje 2a výhybkou 16XA a do druhé koleje výhybkou 21 je zaústěna Městská vlečka Praha-Čakovice. Vlečka vede do bývalého čakovického cukrovaru. Její kolej obchází výpravní budovu a vede přes ulici Cukrovarská do vrat podniku. Vlečku využívaly po zrušení cukrovaru roku 1990 různé firmy sídlící v areálu.[zdroj?]

### Zabezpečovací zařízení
Stanice je vybavena zabezpečovacím zařízením 3. kategorie – typovým elektrickým stavědlem TEST 14 s počítači náprav pro kontrolu volnosti výhybek a kolejí. O jeho obsluhu se stará výpravčí se stanovištěm v dopravní kanceláři.
V přilehlých mezistaničních úsecích je zřízeno traťové zabezpečovací zařízení 3. kategorie – automatické hradlo AH-83 s oddílovými návěstidly.

## Budoucnost
V roce 2018 město Praha zvažovalo prodloužení linky C pražského metra ze stanice Letňany. Konečnou stanicí by se stalo Nádraží Čakovice, na jehož místě by okolo roku 2030 mohl vzniknout dopravní uzel s návazností metra a železniční dopravy a kapacitní záchytné parkoviště. V roce 2022 se stanice metra objevila při prezentaci potenciální okružní trasy O.